# دينس كونيغ
ولد دينس كونيغ سنة 1884 في بودابست بالمجر، ابن عالم في الرياضيات، حصل على الدكتوراه في عام 1907، وانضم إلى كلية جامعة جوزيف الملكية الآن جامعة بودابست للتكنولوجيا والاقتصاد في بودابست و أصبح أستاذاً هناك. نشر أول عمل له في عام 1899 في مجلة Matematikai és Fizikai Lapok وهو تلميذ في المدرسة الثانوية.

## المشوار الدراسي
بعد تخرجه من المدرسة الثانوية سنة 1902 فاز بالرتبة الأولى في مسابقة أوتفوش لوراند للرياضيات، و بعد فترة وجيزة كتب أول مجموعة ضمن مجموعتين من الكتب Matematikai Mulatságok (التسلية الرياضية). أمضى أربعة فصول دراسية في الجامعة ببودابست والخمسة الأواخر له في جامعة غوتينغن، درس خلالها في ظل عالمي الرياضيات الشهيرين جوزيف كورشاك وهيرمان مينكوفسكي.

## الحياة المهنية والإنجازات
حصل دينس كونيغ على الدكتوراه سنة 1907 حيث قدم أطروحته في الهندسة تحت عنوان «المناقشة التحليلية حول دوران الفضاء المتعدد الأبعاد وعلى زمر الدوران المتناهية له»، وفي نفس العام بدأ العمل في Technische Hochschule ببودابست وبقي في هذه الكلية حتى وفاته عام 1944. بدأ العمل هناك كمساعد لحصص التمارين، في عام 1910 تمت ترقيته إلى مساعد أعلى و في عام 1911 أستاذ محاضر لتدريس الطبولوجيا، نظرية المجموعات، الأعداد الحقيقية، ونظرية البيان. كان يلقي أيضا خلال هذه الفترة محاضرات في الرياضيات لطلاب الهندسة والكيمياء، و في عام 1920 طبعت هذه المحاضرات على شكل كتاب.
في الحقبة التي امتدت من 1915 إلى 1942 نشط ضمن لجنة التحكيم لمسابقات مدرسية في الرياضيات، وكان يتكلف بجمع المسائل و تنظيم هذه المسابقات. في عام 1933 تم انتخابه أمينا لهذه للجنة وفي عام 1942 أصبح رئيسا لها.
لعبت أعمال دينس كونيغ ومحاضراته دورًا حاسما في نشأة و تطور نظرية البيان، حيث ألف كتاب Theorie der endlichen und unendlichen Graphen (نظرية المخططات المتناهية واللا متناهية) في عام 1936 و يمثل هذا المؤلف ظهور نظرية البيان كفرع خاص من الرياضيات.

### نظرية كونيغ
ربما أبرز مساهمة له عمليا هي ما يعرف لدى المختصين بنظرية كونيغ، نشرت سنة 1916 ونصها : في أي بيان ثنائي، إن عدد الأضلاع في الإقتران الأقصى يساوي عدد الرؤوس في غطاء الرؤوس الأدنى
يمثل غطاء الرؤوس في بيان غير موجه (G = V,E) مجموعة جزئية من V تحتوي على طرف واحد على الأقل لكل ضلع من E. مسألة غطاء الرؤوس الأدنى لها تطبيقات مهمة، على سبيل المثال في شبكات الاتصالات الرقمية حيث تستخدم لتحديد العقد أين توضع الموجهات المهمة.
إن نظرية كونيغ أساس أشهر الخوارزميات لحل مسألة الإسناد الأمثل في تخصص الإمثال التوافقي، وهي الطريقة التي طورها هارولد دبليو كوهن وأطلق عليها تسمية الخوارزمية المجرية.
تجدر الإشارة إلى أن هذه النظرية تجسد ظهورًا مبكرًا لمبدأ الازدواجية في البرمجة الخطية، والذي يعرف أيضًا تحت تسمية نقطة السرج أو نقطة المينيماكس، التي أعلن عنها يوهانس فون نيومان في عام 1928 في إطار نظرية الألعاب، وصيغت بدقة كمبدأ أساسي في البرمجة الخطية سنة 1951 من قبل هارولد وليم كوهن وألبرت وليم تاكر.